# 小林富佐雄
小林 富佐雄（こばやし ふさお、1901年6月30日 - 1957年10月1日）は、日本の実業家、東宝、東洋製罐代表取締役社長。

## 人物・経歴
小林一三の長男として山梨県に生まれる。東京外国語学校（現東京外国語大学）卒業。1929年に東洋製罐入社。1936年に取締役に就任。その後常務を経て1946年に代表取締役社長に就任。1941年8月29日に東京宝塚劇場取締役、大阪電気軌道を経て、阪神急行電鉄取締役、帝国劇場代表取締役社長を経て1950年9月28日に東宝代表取締役社長に就任。それ以外に日経連常任理事を務めた。新東宝分裂後の東宝再建などに尽力した。1951年9月28日に社長の座を父・一三に譲り代表取締役に退く。1955年9月20日に社長に復帰。
1957年10月1日に上顎癌のため慶應義塾大学病院で死去。青山葬儀所で東洋製罐と東宝の合同葬が行われた。尾崎紅葉・泉鏡花・永井荷風ら近代文学の書物収集が趣味で、コレクションが池田文庫の「小林家文庫」に収蔵されている。

## 家族
- 小林一三（父親・阪急電鉄/百貨店・東宝創設者）
- 丹羽コウ（母親）
- 松岡辰郎（弟・9代目東宝代表取締役社長）
- 小林米三（弟・京阪神急行電鉄代表取締役社長）
- 平賀富士子（妻・平賀敏六女[3][4]）